# Gig Young
Gig Young (født Byron Elsworth Barr; 4. november 1913, død 19. oktober 1978) var en amerikansk skuespiller og manuskriptfordatter.

## Biografi
Young voksede op i Washington D.C. og medvirkede i flere skolekomedier. Han modtog et stipendium til Pasadena Playhouse og fik småroller i film under sit rigtige navn Byron Barr. Han fik sit gennembrud i 1942 i The Gay Sisters, hvor han blev kaldt "Gig Young" og han bibeholdte så dette navn.
Han var en talentfuld og alsidig skuespiller, der kombinerede venlighed og oprigtighed med elegance, altid med en nem vejmine.
Young vandt en Oscar i 1970 for sin rolle som ceremonimester i filmen Jamen, man skyder da heste?.
Young døde under tragiske og mystiske omstændigheder. Politiet fandt Youngs lig i hans lejlighed på Manhattan i New York, ved siden af liget af sin kone liggende på tredje uger, 34 år yngre tyske skuespillerinde Kim Schmidt. Young holdt en pistol i hånden - tilsyneladende havde han først skudt sin kone og derefter begået selvmord.

## Filmografi
- 1941 – De døde med støvlerne på
- 1942 – The Gay Sisters
- 1943 - Old Acquaintance
- 1948 - De tre musketerer
- 1951 - Den sidste drink
- 1959 - Nattens alibi
- 1962 - Sig det med mink
- 1964 - A/S Storsvindlerne (TV-serie)
- 1970 - Jamen, man skyder da heste?
- 1975 - Hindenburg
- 1975 - Killer Elite
- 1976 – Sherlock Holmes i New York